# Proceratosaurus bradleyi

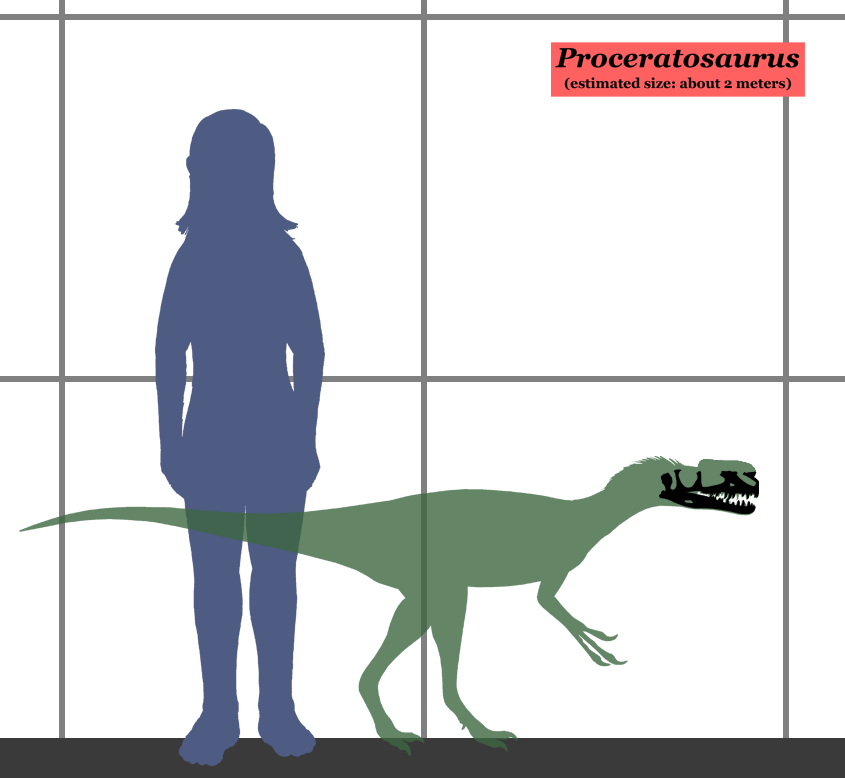
Scala dimensioni

Proceratosaurus è un genere estinto di dinosauro proceratosauride poco conosciuto, vissuto nel Giurassico medio in Inghilterra. Conosciuto per una singola specie P. bradleyi.

## Un cranio enigmatico
Tutto quello che si conosce di questo dinosauro carnivoro è un cranio incompleto a cui manca parte del naso, la parte superiore del lacrimale, parte dell'orbitale e tutto il sovraorbitale. La parte rimasta del cranio è perfettamente conservata ed è sormontata da una piccola struttura a forma di corno (che probabilmente è la parte incompleta di una cresta). In passato, per questa caratteristica, il proceratosauro era stato avvicinato al genere Ceratosaurus (donde il nome Proceratosaurus), il famoso teropode cornuto del Giurassico superiore americano; successivamente venne accostato al genere Ornitholestes, che si pensava avesse una cresta nasale simile a quella di Proceratosaurus (teoria dimostratasi in seguito errata) e infine venne classificato come un allosauride primitivo. Di recente, però, l'esame del teschio ha rivelato molte somiglianze nella forma dei denti e nella cresta sovranasale con i tirannosauroidi asiatici come Guanlong (il quale potrebbe essere strettamente imparentato con Proceratosaurus); quindi, secondo queste ultime osservazioni, Proceratosaurus è forse uno dei più antichi tirannosauroidi scoperti. Esso, insieme a Guanlong e a Kileskus, è stato inserito in una nuova famiglia di tirannosauroidi primitivi chiamata Proceratosauridae. Proceratosaurus era, come i tirannosauroidi asiatici, un teropode di taglia medio-piccola dai 3 ai 4 metri di lunghezza.